# HGH (Band)
HGH ist eine norwegische alternative Country/Bluegrass-Band aus dem Umfeld der wesentlich bekannteren Rockband Motorpsycho. Sie selber nennen ihren Stil Trashgrass in Anspielung auf ihre alternative Herangehensweise an Bluegrass, aber auch als Persiflage auf die übertriebene Schaffung von Genrebezeichnungen im Musikgeschäft. Auffällig ist das Fehlen von Schlaginstrumenten. Rhythmus wird ausschließlich mit Saiteninstrumenten erzeugt. HGH lässt sich nicht mit klassischen Country-Bands vergleichen. Der Klang ist zum Teil sehr psychedelisch mit manchmal verzerrtem Gesang und vielen Effekten.

## Bandgeschichte
Entstanden sind HGH durch ein Projekt, bestehend aus dem damaligen Motorpsycho-Schlagzeuger Håkon Gebhardt, dem Homegroan-Sänger Martin Hagfors und dem Gitarristen Haugen. Die drei Buchstaben sind eine Abkürzung ihrer Nachnamen. 1999 nahmen sie in dieser Konstellation in einer einsamen Hütte in Norwegen mit einfachsten Mitteln ihr Debüt-Album Pignoise auf. Eine feste Band war damals nicht geplant. Kurze Zeit später verließ Haugen die Band, woraufhin Gebhardt und Hagfors zu zweit weitermachten. HGH steht seitdem für Hagfors Gebhardt Hickstars. Anfang 2005 verließ Gebhardt dann Motorpsycho, um sich unter anderem auch mehr HGH widmen zu können.

## Live
Einer der großen Stärken HGHs liegt in den Livekonzerten. Nur zu zweit in kleinen Clubs schaffen es die beiden charismatischen Musiker mit einfachsten Mitteln großartige Sounds zu produzieren. Dazu gehört auch ein Repertoire selbstgebauter und seltener Instrumente wie eine E-Mandoline, die nur mit einer überdimensionalen Bass-Saite bespannt ist u. ä. Typisch sind eine Vielzahl von erfundenen, skurrilen Anekdoten, die Gebhardt und Hagfors zwischen den Liedern erzählen, so dass manche Auftritte fast schon mehr Kabarett als Konzert sind. Dazu gehört auch die Geschichte von Father Seb.

## Father Seb
Seit ihrem dritten Album Seb´s Hotel handelt eine Vielzahl der HGH-Songs von Father Seb, einem norditalienischen Pizzabäcker, der Erleuchtung fand in der Olivenöl weinenden Marienstatue über seinem Pizzaofen. Father Seb wird als Vorbild und spirituelle Leitfigur der Band gefeiert, auf Konzerten wird er in Art amerikanischer Erweckungsprediger verehrt und besungen und das Publikum zur Umkehr aufgefordert.
Einem Mythos zufolge handelt es sich bei Father Seb um einen italienischen Motorpsycho-Fan, der 2001 der Fahrer der Band war. Als Tourbus diente sein eigener Kleinwagen. Gerüchten zufolge war Father Seb vormals unter dem Vornamen Sebastiano bekannt. Seine Spur verliert sich nach der Tour 2001.

## Diskografie

### Alben
- Pignoise (1999)
- Trash Grass & Love Songs (2001)
- Seb´s Hotel (2003)
- Miracle Working Man (2005)
- All the Men in Dresses (2007)

### Singles
- Country Chris (2001)